# جيوردانو (ملابس)
جيوردانو، الدولية المحدودة (بالإنجليزية: Giordano, International Limited)‏ هي متاجر تجزئة من هونغ كونغ للملابس ذات الجودة العالية للرجال والنساء والأطفال، والتي تأسست في عام 1981 من قبل جيمي لاي. واعتبارا من يناير 2008، توظف جيوردانو أكثر من 11,000 شخص وتدير 2300 متجر حول العالم في 30 بلدا وعبر الإنترنت.

## الدول التي تعمل بها

### أفريقيا
- نيجيريا
- مصر
- إثيوبيا
- كينيا
- ليبيا
- موريشيوس
- المغرب
- الصومال
- جنوب إفريقيا
- السودان
- تنزانيا
- تونس
- جمهورية الكونغو الديمقراطية
- الجزائر

### آسيا الباسيفيك
- الصين
- هونغ كونغ
- اليابان
- كوريا الجنوبية
- تايوان
- الفلبين
- تايلاند
- سنغافورة
- إندونيسيا
- الهند
- باكستان
- بروناي
- ماليزيا
- ميانمار
- فيتنام
- أستراليا
- نيبال
- سريلانكا

### وسط آسيا
- أفغانستان
- قرغيزستان
- كازاخستان
- تركمانستان
- أوزبكستان

### الشرق الأوسط
- الإمارات العربية المتحدة
- عُمان
- السعودية
- إيران
- الكويت
- قطر
- البحرين
- الأردن
- لبنان
- جزر المالديف
- سوريا
- اليمن

### أمريكا الشمالية
- الولايات المتحدة
- كندا
- برمودا
- أروبا

### أوروبا الشرقية
- أرمينيا
- أذربيجان
- بيلاروس
- بلغاريا
- جورجيا
- المجر
- بولندا
- رومانيا
- روسيا
- أوكرانيا

## عدد المتاجر
- الصين (827)
- تايوان (230)
- كوريا الجنوبية (155)
- هونغ كونغ (88)
- إندونيسيا (75)
- تايلاند (61)
- أستراليا (46)
- ماليزيا (56)
- سنغافورة(55)
- الفلبين (44)
- ميانمار (18)
- اليابان (15)
- بروناي (4)
- أرمينيا (3)
- كندا (1)
- الولايات المتحدة (1)
- السعودية (94)

## وصلات خارجية
- جيوردانو الدولية
- جيوردانو هونغ كونغ
- جيوردانو أستراليا